# Park Ji-hyun (diễn viên)
Park Ji-hyun (Hangul: 박지현, Hanja: 朴智贤, Hán-Việt: Phác Trí Hiền; sinh ngày 26 tháng 11 năm 1994) là một nữ diễn viên và người mẫu người Hàn Quốc trực thuộc công ty giải trí Namoo Actors. Cô được nhiều người biết đến qua các bộ phim Nữ sử gia Goo Hae Ryung, Gonjiam: Bệnh viện ma ám và Sứ giả của Chúa.

## Sự nghiệp
Park Ji-hyun tốt nghiệp Đại học Ngoại ngữ Hàn Quốc. Cô gia nhập công ty Namoo Actors vào năm 2016. Cô ra mắt với tư cách diễn viên năm 2017. Được đề cử giải Tân binh của năm tại Giải thưởng Điện ảnh Rồng Xanh lần thứ 39 năm 2018 và Lễ hội mùa xuân lần thứ 24 năm 2019, cô đã đảm nhận một số vai diễn ấn tượng trong cả phim điện ảnh và phim truyền hình, kể từ khi ra mắt, bao gồm cả Your Honor và Sứ giả của Chúa.

## Danh sách phim

### Phim điện ảnh
| Năm  | Tựa đề                   | Vai                          | Ghi chú   | Ng.    |
| ---- | ------------------------ | ---------------------------- | --------- | ------ |
| 2017 | Truy bắt                 | Kim Soo-kyung                | Vai phụ   | [ 4 ]  |
| 2018 | Gonjiam: Bệnh viện ma ám | Ji-hyun                      | Vai phụ   | [ 5 ]  |
| 2018 | A Man's True Colors      | Cặp đôi ở nhà hàng Trung Hoa | Vai phụ   | [ 6 ]  |
| 2019 | Sứ giả của Chúa          | Joo-in                       | Vai phụ   | [ 7 ]  |
| 2022 | Bản tin chết             | Seo Seung-ah                 | Vai phụ   | [ 8 ]  |
| TBA  | Control                  | Ah-ri                        |           | [ 9 ]  |
| TBA  | Hidden Face              | Mi-joo                       | Vai chính | [ 10 ] |
| TBA  | Puppy                    | Seo-ye                       | Vai phụ   | [ 11 ] |

### Phim truyền hình
| Năm  | Tựa đề                            | Kênh   | Vai            | Ghi chú   | Ng.    |
| ---- | --------------------------------- | ------ | -------------- | --------- | ------ |
| 2017 | Saimdang, Memoir of Colors        | SBS    | Lee-yun        | Vai phụ   | [ 12 ] |
| 2017 | Khi nhà vua yêu                   | MBC    | Bi-yeon        | Vai phụ   | [ 13 ] |
| 2018 | Your Honor                        | SBS    | Park Hae-na    | Vai phụ   | [ 14 ] |
| 2018 | Điệp viên Terrius                 | MBC    | Clara Choi     | Khách mời | [ 15 ] |
| 2018 | Căn phòng của                     | O'live | Ryu Hye-jin    | Vai chính | [ 16 ] |
| 2019 | Nữ sử gia Goo Hae Ryung           | MBC    | Song Sa-hee    | Vai phụ   | [ 17 ] |
| 2020 | Anh có thích Brahms?              | SBS    | Lee Jung-kyung | Vai phụ   | [ 18 ] |
| 2021 | Các tế bào của Yumi               | tvN    | Seo Sae-i      | Vai phụ   | [ 19 ] |
| 2022 | Chạy đến bên em với vận tốc 493km | KBS2   | Park Jun-young | Vai phụ   | [ 20 ] |
| 2022 | Cậu út nhà tài phiệt              | JTBC   | Mo Hyun-min    | Vai phụ   | [ 21 ] |

### Chương trình truyền hình
| Năm  | Kênh | Tên chương trình | Tập     | Ghi chú   |
| ---- | ---- | ---------------- | ------- | --------- |
| 2018 | KBS2 | 2 Ngày 1 Đêm     | 235-236 | Khách mời |
| 2019 | SBS  | Running Man      | 475     | Khách mời |
| 2020 | SBS  | Running Man      | 518     | Khách mời |

## Giải thưởng và đề cử
| Giải thưởng                    | Năm  | Hạng mục                                                                      | Tác phẩm đề cử/Người nhận | Kết quả | Ng.    |
| ------------------------------ | ---- | ----------------------------------------------------------------------------- | ------------------------- | ------- | ------ |
| Giải thưởng điện ảnh Rồng Xanh | 2018 | Nữ diễn viên mới xuất sắc nhất                                                | Gonjiam: Bệnh viện ma ám  | Đề cử   | [ 22 ] |
| Chunsa Film Art Awards         | 2018 | Tân binh của năm                                                              | Gonjiam: Bệnh viện ma ám  | Đề cử   | [ 23 ] |
| MBC Drama Awards               | 2019 | Giải thưởng xuất sắc, Nữ diễn viên trong phim truyền hình ngắn thứ Tư-thứ Năm | Nữ sử gia Goo Hae Ryung   | Đề cử   | [ 24 ] |
| SBS Drama Awards               | 2020 | Nữ diễn viên mới xuất sắc nhất                                                | Anh có thích Brahms?      | Đề cử   | [ 25 ] |